# دوغانیول
دوغانیول (به ترکی استانبولی: Doğanyol) یک منطقهٔ مسکونی در ترکیه است که در استان ملطیه واقع شده‌است. دوغانیول ۲٬۱۱۶ متر بالاتر از سطح دریا واقع شده‌است.